# 前田五郎
前田 五郎（まえだ ごろう、本名：前田 邦弘（まえだ くにひろ）、1942年〈昭和17年〉4月8日 - 2021年〈令和3年〉10月17日）は、日本のお笑い芸人。坂田利夫との漫才コンビコメディNo.1のツッコミ担当。大阪府大阪市出身。

## 経歴
大阪市立遠里小野小学校卒業、大阪市立三稜中学校卒業、初芝高等学校（現・初芝立命館中学校・高等学校）卒、大阪商業大学中退。浅草四郎に弟子入りし、1963年、吉本新喜劇入団。新喜劇要員として船場太郎らと新境地を開き主に脇役として活躍した。その後1967年1月、坂田利夫とともに「コメディNo.1」を結成し、主になんばグランド花月などの舞台を中心に活動。朝日放送テレビ「あっちこっち丁稚」（坂田、間寛平等出演）では舞台となるカステラ店「木金堂（もっきんどう）」の主人役で出演した。
2009年4月3日に起きた同じ事務所の中田カウスへの脅迫状送付事件に関与していたと一部で報道されたため、吉本興業は本人と相談の上で「世間を騒がせたため」という理由で5月25日よりタレント活動を休養させると発表。同年7月21日、この事件に関連して大阪府警南警察署より参考人として任意の事情聴取を受けるが一貫して関与を否定。「同年8月31日をもってコメディNo.1は解散した」と吉本興業が発表。同年9月15日、吉本興業から契約を解除された。長女の前田真希は2005年に、次女の前田まみはその翌年に吉本新喜劇に入団しており、父親が吉本興業を追放されたことからその処遇が注目されたが、姉妹ともに劇団員として活動している。
契約解除後は芸能活動は一時休業状態になったが、晩年は漫談家として定期的にトークライブを行っていた。しかし2021年8月に入り体調を崩し、持病の悪化もあって入院し療養を続けていた。
2021年10月17日、大阪市内の病院で死去。79歳没。訃報は11月5日に各メディアが伝えたが、死因は未公表。元所属先の吉本興業は死去に際し「訃報について対応することはございません」としている。

## 人物
吉本新喜劇の俳優や若手芸人たちの舞台裏などを自前のカメラで撮影し、展覧会を開いたことがある。なんばグランド花月開館当初にはこれらの生写真（プリント）を劇場売店でグッズとして販売していた。在籍時にはNGK公式サイトにおいてもさまざまな写真を展示していて、そのなかで自らのコンビ仲の悪さをネタにしている。
麻雀の腕前は吉本でも指折りで、よしもと麻雀倶楽部という番組の司会を務めたことがある。
日々体を鍛えているが、運動が苦手で吉本の運動会でMr.オクレに砲丸投げで負けたことがある。
口癖は「キミらしいモノの考え方やな」「もうええ!」。

## 弟子
- 前田一球・写楽（一球が廃業し、写楽のみ現役（元・前田しゃべ郎→前田りょうてん、現：しゃーやん））
- 前田竹千代・犬千代
- 北野幹子（ビートたけしの元妻）

## 出演番組

### テレビ番組
- あっちこっち丁稚(朝日放送テレビ)
- エンジェルツアーハッピークイズ（tssテレビ）
- ナイトモーニン(関西テレビ)